# 穆尔马希
穆尔马希（羅馬化：Murmashi）是俄罗斯摩尔曼斯克州的市级镇，为科拉区人口最多的聚居地，地处摩尔曼斯克州西北部，位于图洛马河上的下图洛马水库（Нижнетуломское вдхр.）沿岸，在区行政中心科拉及州府摩尔曼斯克西南方。摩尔曼斯克机场位于该镇西南。
该地2021年人口有13,730人；2010年人口14,152；2002年人口16,343；1989年人口14,312。